# Maobitou

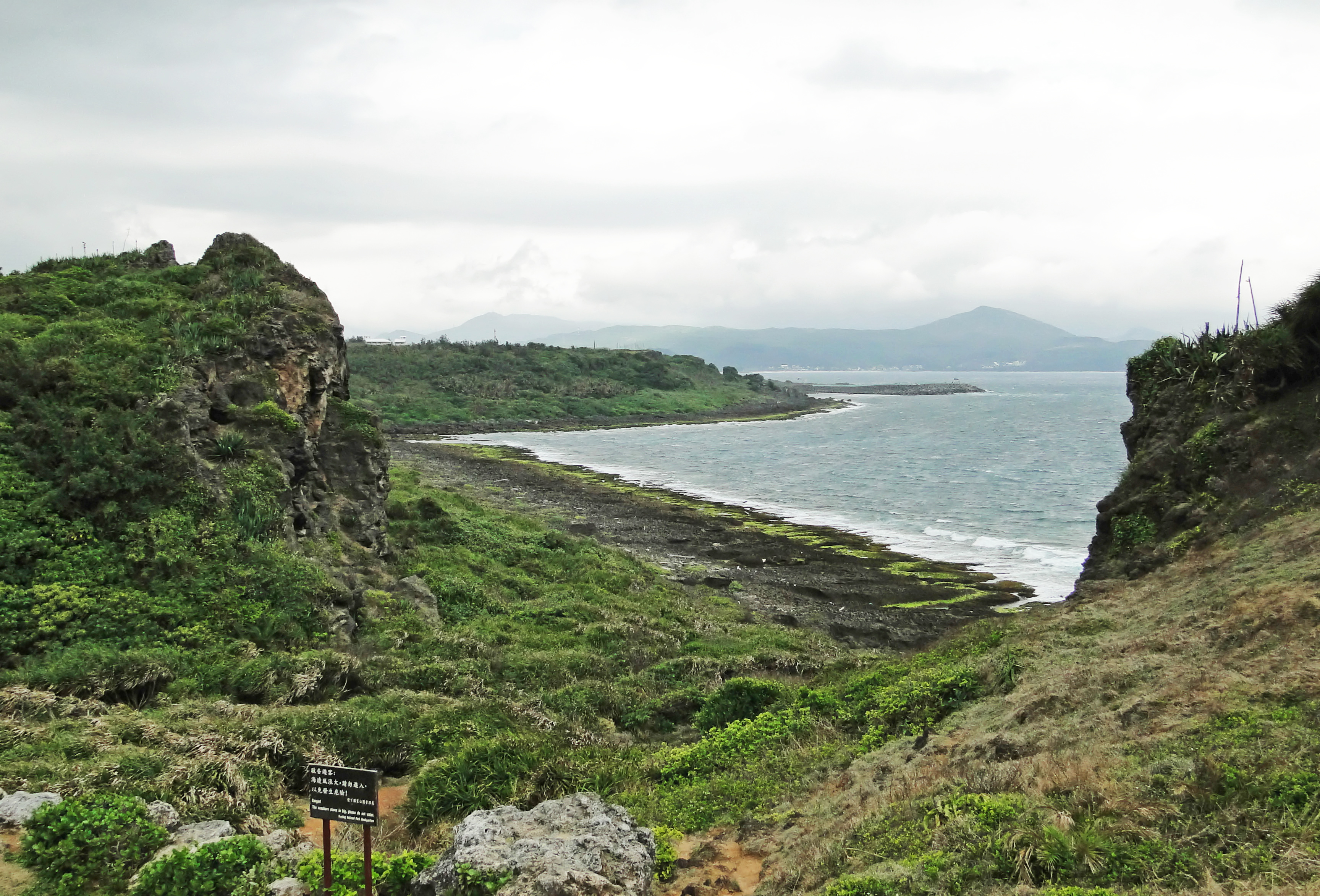
Maobitou

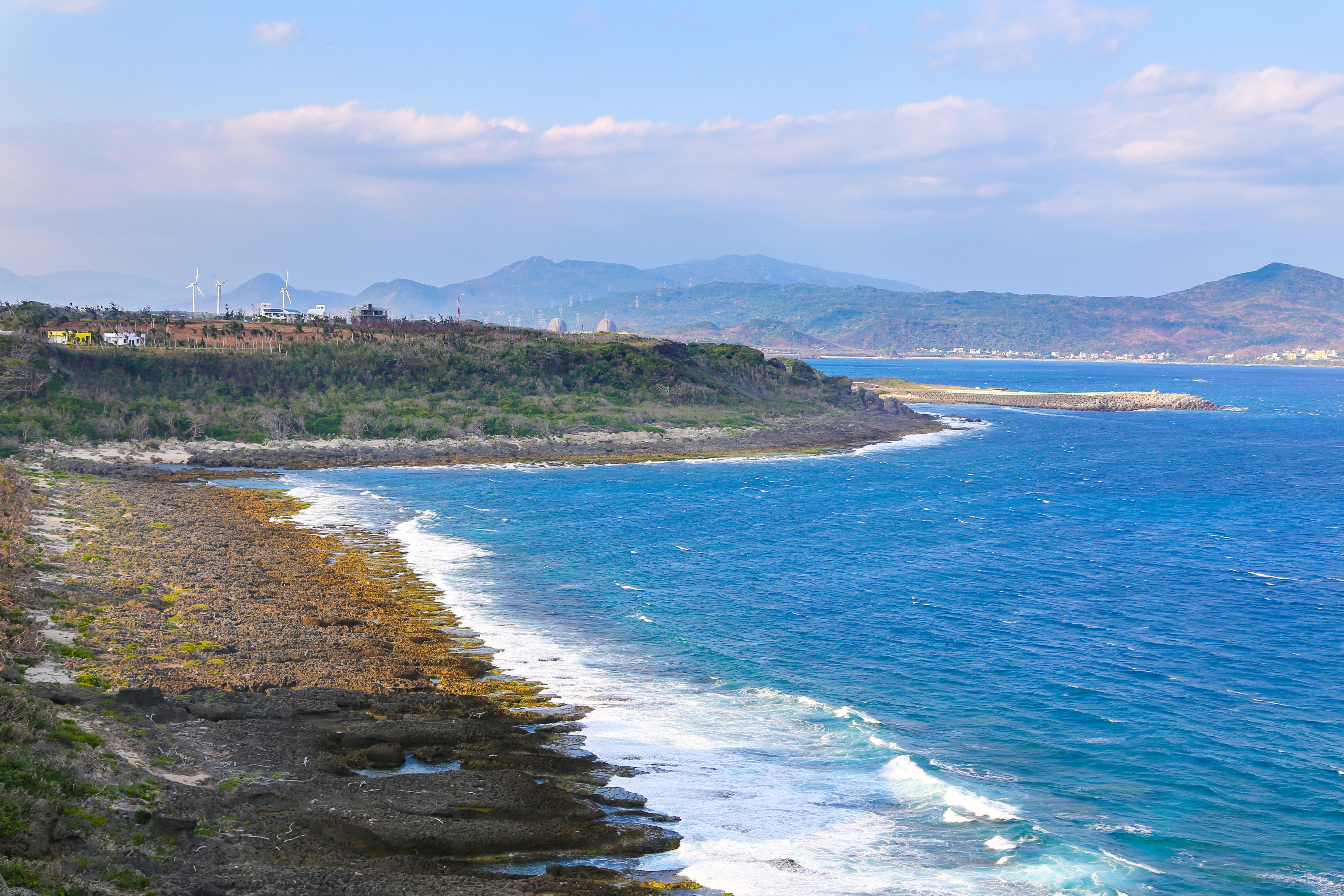
Maobitou 2017

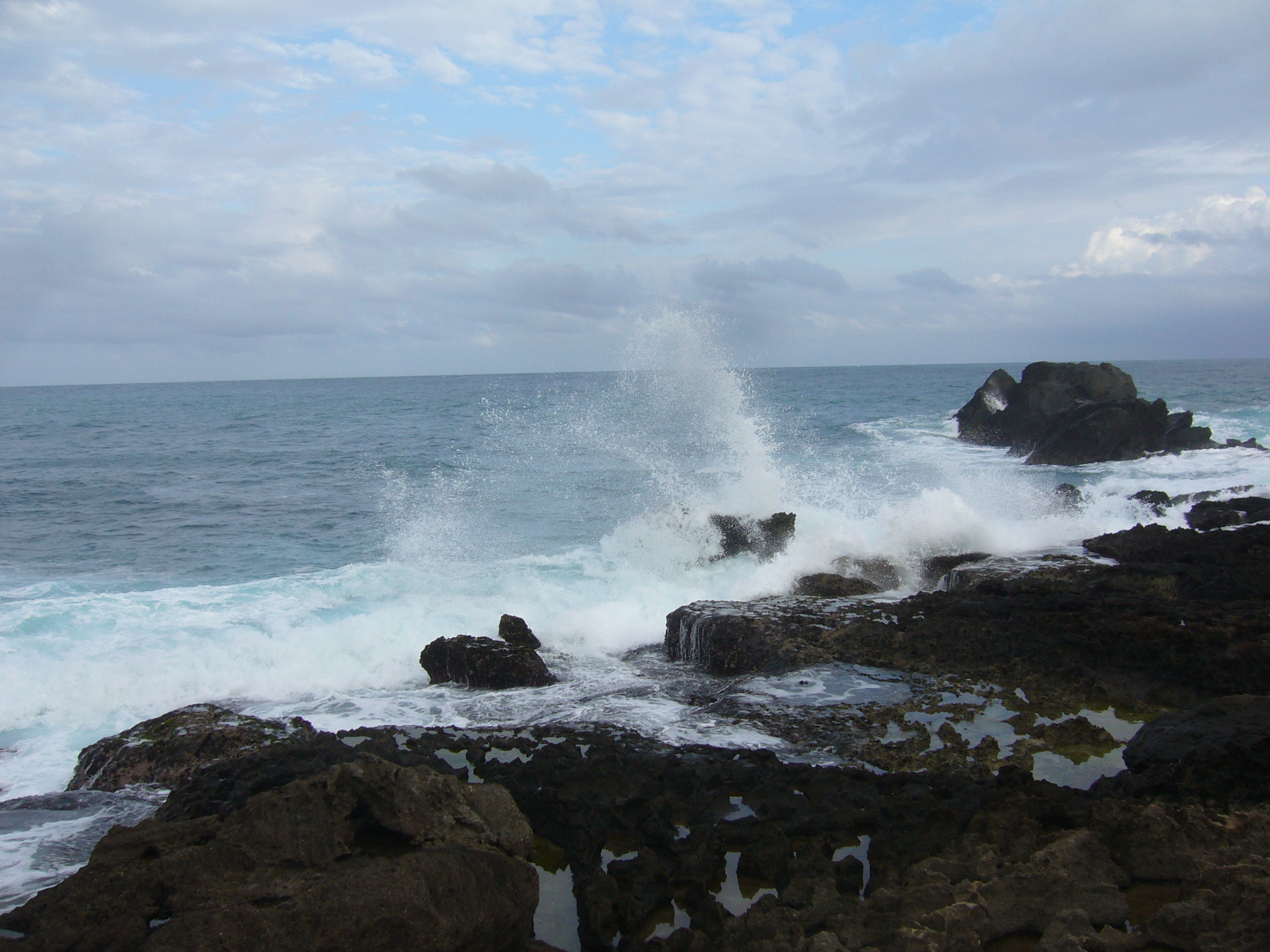
Maobitou 2009

Maobitou (chinesisch 貓鼻頭, Pinyin Māo bítou) ist eine Halbinsel im Gemeindegebiet der Stadt Hengchun in Pingtung, Taiwan. Sie liegt südlich des Siedlungsgebietes der Stadt und gehört zum Kenting-Nationalpark. Sie bildet die Westgrenze der Bucht Nan Wan (South Bay) und ist einer der südlichsten Punkte der Insel Taiwan.

## Name
Māobítou ist eine chinesische Umschreibung der einheimischen Bezeichnung. Die chinesischen Schriftzeichen „貓鼻頭“ bedeuten wörtlich „Katzen Nase-Kopf (Landzunge)“, wobei der zweite Teil „bítou“ eine Dialektvariante von „bí“, einem Ausdruck für „Vorsprung“ / „Landzunge“ ist.
Eine alte Bezeichnung ist Niauphi aus dem lokalen Hokkien-Dialekt.

## Geographie
Die Halbinsel ist durch die Seen Longluan Tan (龍鑾潭) und Cao Tan (草潭) vom Stadtgebiet von Hengchun im Norden getrennt. Als Anhöhe beginnt im Norden der Guanshan (關山), der langsam nach Süden hin abfällt. Zahlreiche Grab- und Friedhofsanlagen sowie kleine Tempel finden sich am Rande der Siedlungen auf der Halbinsel. Das Nordende der Halbinsel markiert seeseitig der Fischerhafen Hongchaikeng Yugang (紅柴坑漁港), am Südende der Landzunge befindet sich die kleine Bucht Baisha Wan (白沙灣, dt. Weiße Sand-Bucht) und nach Osten schließt sich die Bucht Nan Wan an, die nach Eluanbi führt. Im Nordosten liegt das Kernkraftwerk Maanshan.

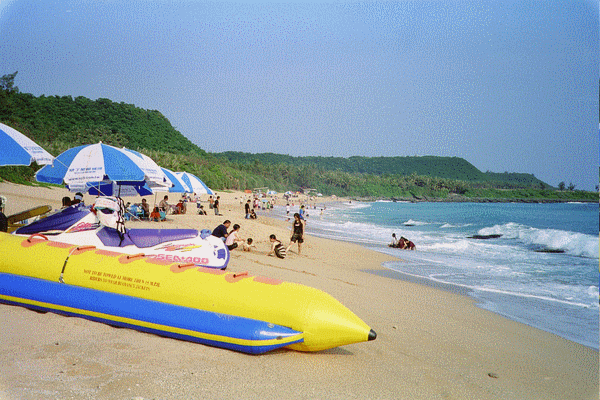
Baishawan

Weitere Sehenswürdigkeiten sind Xiǎo Bā lǐ dǎoyán (小巴里島岩, Kleine Bali-Klippen) und die Tempel Cháo yīn sì (潮音寺) und Gu shan guan (古山宮).
Zugang zum Kap bietet der Highway 26 (台26線).